# آغا خان الأول
آغا خان الأول (بالفارسية: آغا خان أوّل، أو آقا خان أوّل) (ولد في 1800 أو 1804 في كاهاك بإيران- توفي 1881 في مومباي بالهند)، اسمه الأصلي هو حسن علي شاه. هو زعيم شيعي إسماعيلي، إذ أنه الإمام السادس والأربعين للطائفة الإسماعيلية النزارية (سنوات إمامته 1817 - 1881). كان حاكما ً على إقليم كرمان في بلاد فارس، وكان من المقربين عند شاه إيران "فتح علي شاه القاجاري"، فمنحه لقب آغا خان.
عام 1838 قام حسن علي شاه بإعلان ثورة كان مآلها الفشل، وهو ما اضطره إلى الفرار إلى أفغانستان حيث تعاون مع المستعمرين الإنجليز هناك، وساعدهم على الخروج من قندهار التي كانت تشهد ثورةً في أواخر الحرب الأنجلو أفغانية الأولى (1838 - 1842)، كما نجح هو نفسه في الفرار من الأفغان الذين كانوا يتوعدونه بالقتل متهمين إياه بخيانة أهل البيت.
انتقل حسن علي شاه إلى السند حيث قدم خدماته للإنجليز والذين تمكنوا من الاستيلاء على السند وبلوشستان وكافؤوه على مساعدته لهم. ورغم توعّد البلوش له بالانتقام لمساعدته الإنجليز، واصل حسن علي شاه تعاونه مع الإنجليز، على أمل أن يعيدوه بأمان إلى وطنه الأم في بلاد فارس.
عام 1846 وصل إلى مومباي في الهند. وهناك وفر له المستعمرون الإنجليز الحماية ورفضوا مطالب حكومة فارس بتسليمه. كما أنه أصبح أبرز القادة الإسماعيليين في شبه القارة الهندية خصوصا ً بعد أن كسب قضيةً كان قد رفعها بعض خصومه من أبناء طائفته عليه أمام قاض ٍ إنجليزي في محكمة بومبي العليا. حيث كان خصومه يدّعون أن أبناء الطائفة الإسماعيلية في جنوب آسيا (يطلق عليهم اسم خُوجات بضم الخاء) هم بالأصل سنيون، لكن قرار المحكمة كان واضحاً في التأكيد على كونهم شيعة إمامية إسماعيلية.
بعد وفاة آغا خان الأول خلفه أكبر أبنائه آغا علي شاه الملقب بآغا خان الثاني.